# 李朝隠
李 朝隠（り ちょういん、665年 - 734年）は、唐代の官僚。字は光国。本貫は京兆府三原県。

## 経歴
若くして明法により挙げられ、臨汾県尉に任じられた。官を重ねて大理寺丞となった。神龍2年（706年）、武三思が敬暉・桓彦範を罪に落とすため、侍御史の鄭愔をそそのかしてかれらを処刑するよう上奏させた。中宗は大理寺に命じてその罪を審理させた。朝隠は敬暉らの無罪を主張した。このとき裴談が大理寺卿をつとめており、敬暉らは斬罪に処され、朝隠は中宗の意に逆らったこととなった。中宗は朝隠を嶺南悪所に流そうとしたが、侍中の韋巨源や中書令の李嶠が諫めたため、聞喜県令に出されることとなった。
ほどなく朝隠は侍御史・吏部員外郎に転じた。長安県令となり、宦官の閭興貴が県を訪れて請託しようとすると、朝隠はこれを引き出すよう命じた。睿宗に召し出されて労われ、太中大夫の位を受けた。蒲州都督として出向し、絳州刺史となり、知吏部選補を兼ねた。
開元2年（714年）、朝隠は吏部侍郎に転じ、官僚の人事が公平なことで、当時に称賛された。開元4年（716年）春、朝隠は滑州刺史として出向し、同州刺史に転じた。ほどなく河南尹となった。その統治は清廉厳正なもので、豪族たちもかれを避け隠れた。皇太子の母の兄の趙常奴が権勢をたのみに庶民を侵害したことがあったが、朝隠はためらわず杖罰に処した。
開元10年（722年）、大理寺卿に転じた。ときに武強県令の裴景仙が不正に絹5000匹を略取し、事が発覚すると逃走した。玄宗は激怒して、これを処刑しようとした。朝隠は裴景仙が司空の裴寂の曽孫であり、ひとり残された子孫であることから、元勲の祭祀を絶やさぬため一死を寛恕するよう上奏した。玄宗はひとたび拒否したものの、朝隠が再び上奏したため、裴景仙の一死を赦して杖罰100を加え、嶺南悪所に流させた。
まもなく朝隠は岐州刺史に転じたが、母が死去したため、官を去って喪に服した。喪が明けないうちに朝隠は揚州大都督府長史として起用されることとなり、上疏して固辞したところ、制によりこれを許された。翌年、再び揚州長史に起用する制が下ったため、朝隠はやむをえず職に就いた。再び入朝して大理寺卿となり、金城県伯に封じられた。崔隠甫に代わって御史大夫となった。開元18年（730年）、奚・契丹が東北辺境を侵したため、朝隠は忠王李浚の下の8総管のひとりとして奚・契丹を討つことになった。開元19年（731年）、幽州の北で奚・契丹を破った。まもなく太常寺卿となった。開元21年（733年）、御史大夫のまま、判広州事を兼ね、嶺南採訪処置使をつとめた。開元22年（734年）、嶺南で死去した。享年は70。吏部尚書の位を追贈された。諡は貞といった。

## 伝記資料
- 『旧唐書』巻100 列伝第50
- 『新唐書』巻129 列伝第54